# 下北沢オデヲン座
下北沢オデヲン座（しもきたざわオデオンざ）は、かつて存在した日本の映画館である。当初の館名は北沢オデヲン映画劇場（きたざわオデオンえいがげきじょう）であった。東亜興行が、東京の新宿・歌舞伎町に進出した半年後の1952年（昭和27年）5月、同じく世田谷・下北沢に開館した。

## 沿革
- 1952年5月 - 下北沢に北沢オデヲン映画劇場として開館[3]
- 1987年 - 閉館・取壊[2]
- 1988年4月 - 跡地に下北沢オデヲンビル完成、フィットネス下北沢（現在のセントラルフィットネスクラブ下北沢）開業[3]

## データ
- 所在地 : 東京都世田谷区北沢四丁目307番地[6]
  - 現在の東京都世田谷区北沢一丁目46番5号 下北沢オデヲンビル[3]

北緯35度39分46.63秒 東経139度40分11.44秒 / 北緯35.6629528度 東経139.6698444度
- 経営 : 東亜興行株式会社
- 構造 : 木造[2]
- 観客定員数 : 142名（1987年[2]）

## 概要

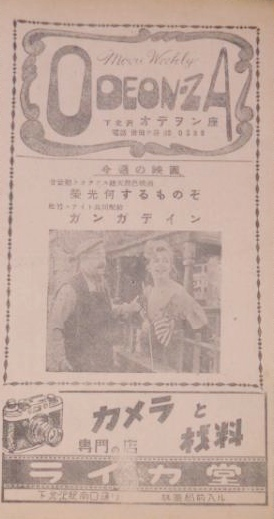
1953年（昭和28年）5月に発行された『下北沢オデヲン座 Movie Weekly』の表紙。

1952年（昭和27年）5月、小田急電鉄小田原線および京王帝都電鉄（現在の京王電鉄）井の頭線の下北沢駅の北側、東北沢4号踏切の東脇、世田谷区北沢四丁目307番地（現在の北沢一丁目46番5号）に開館した。当初の館名は北沢オデヲン映画劇場であったが、1953年（昭和28年）5月までには「下北沢オデヲン座」に改称している。1949年（昭和24年）8月、阿佐ケ谷駅北口に「阿佐谷オデヲン座」を開館して創業した高橋康友の東亜興行株式会社が、前月に開館した「荏原オデヲン座」についで5館目に開業した映画館である。
同館は開業当時から外国映画（洋画）の三番館、つまりロードショーを終えた作品をその2週後に上映する劇場で、たとえば開業翌年（1953年）5月には、同年5月1日に日本で公開された『栄光何するものぞ』（監督ジョン・フォード）、戦前に日本で公開されたものの再映作品『ガンガ・ディン』（監督ジョージ・スティーヴンス）が二本立てで上映されている。1957年（昭和32年）には末期の新東宝の作品等も上映しており、中野重治は、同年4月29日に初回公開された『明治天皇と日露大戦争』（監督渡辺邦男）を同館で観た旨、エッセイ『「明治天皇」と「マリュートカ」』に書いている。
同館が建つ前、とくに第二次世界大戦前の下北沢には映画館は皆無であり、世田谷区内においても、1925年（大正14年）に開業した駒澤電氣館しか存在せず、同館は前年の休館を経て1943年（昭和18年）には三軒茶屋映画劇場（三軒茶屋映劇）に改称している。戦後は、下北沢の駅周辺に、同館のほかに北沢エトアール劇場（北沢三丁目1047番地、現在の北沢二丁目20番17号）、グリーン座（北沢三丁目975番地、現在の北沢二丁目25番21号）が、1954年（昭和29年）までのほぼ同時期にできている。その後、1958年（昭和33年）ころに下北沢映画劇場（現在の北沢二丁目31番10号）が開館した。北沢エトアール劇場は1969年（昭和44年）に火事で全焼した。
1970年代後半からは成人映画館として営業を続けたが、1987年（昭和62年）、閉館し、取壊した。東亜興行は、1988年（昭和63年）4月、跡地に下北沢オデヲンビルを新築、フィットネス下北沢を開業して直営（経営トーア・スポーツ株式会社）、のちにセントラルスポーツに業務委託し、トーアセントラルフィットネスクラブ下北沢となり、現在はセントラルスポーツが同ビルに入居するセントラルフィットネスクラブ下北沢である。
現存する商店街「下北沢東会」は、「オデオン座通り商店街」と「互和会」が合併したものであり、商店街に名を残さなかった。1998年（平成10年）に開館した「シネマ下北沢」は、経営を変えて「下北沢シネマアートン」になった後、2008年（平成20年）6月6日に閉館し、2013年（平成25年）現在、下北沢地区の映画館は、下北沢トリウッドのみである。